# Demofoonte

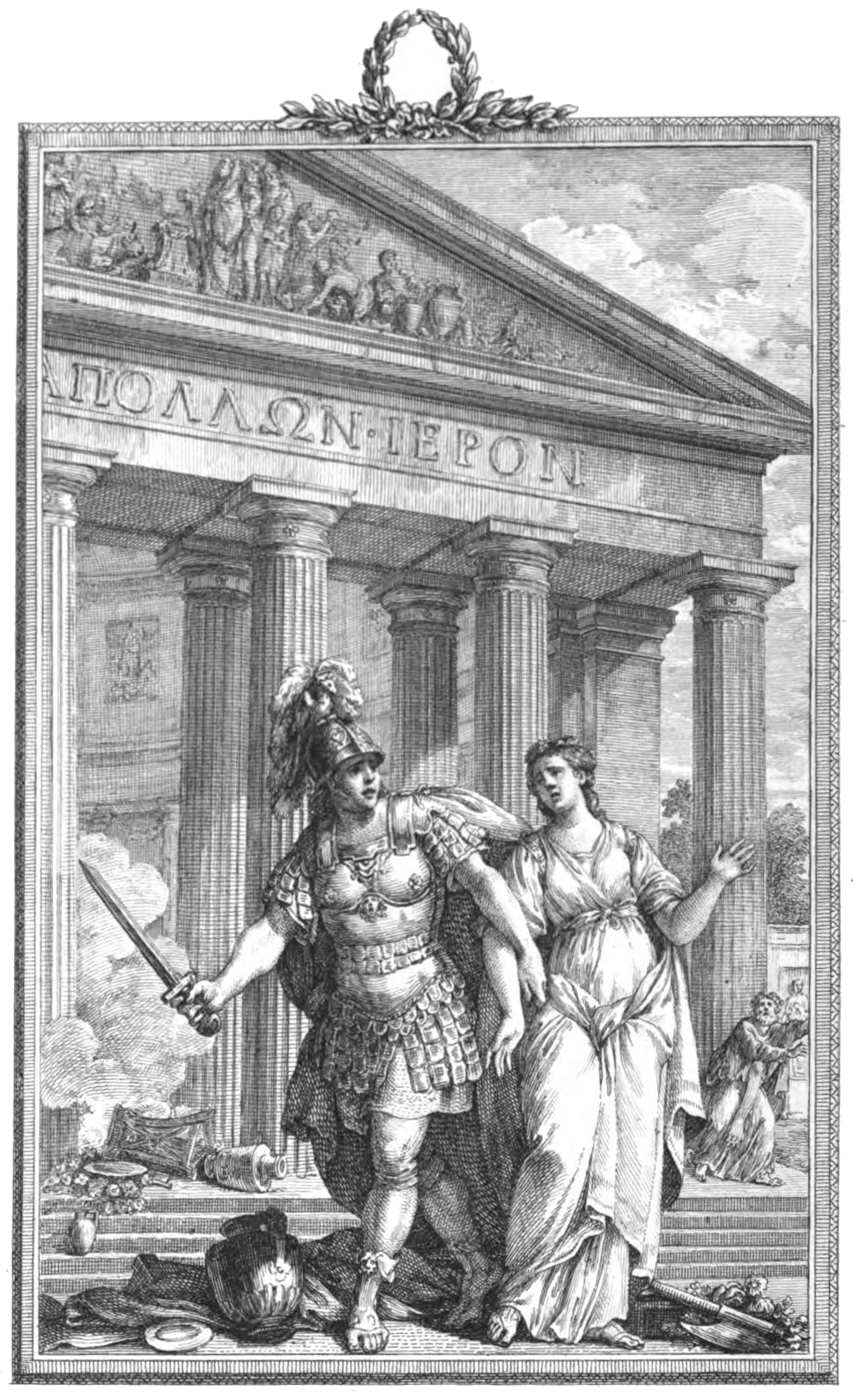
Gravure de l'édition Herissant de 1780 : Metastasio - Demofoonte, Atto II, Scena IX. „Vieni, mia vita, / Vieni: sei salva.“

Demofoonte est le titre d'un livret d'opéra italien de Pietro Metastasio, dit Métastase, mis plusieurs fois en musique.
Il a été mis en musique en 1733, par Antonio Caldara puis en 1743, par Christoph Willibald Gluck, et encore en 1748 par Johann Adolf Hasse, pour le castrat Giovanni Carestini, alors en fin de carrière. 
En janvier 1769, Il Demofoonte est mis en musique par Josef Mysliveček et présenté en 1775 à Naples. L'ouverture en est particulièrement appréciée de Mozart et son père la cite dans une lettre de décembre 1770.
Johann Antonín Koželuh le met en musique en 1771 à Prague.
Joseph Schuster, le met en musique en 1776 à Forlì.